# كريستيان راميريز (لاعب كرة قدم)
كريستيان راميريز (بالإسبانية: Christian Ramírez) (8 أغسطس 1978 بمدينة مكسيكو في المكسيك - ) هو لاعب كرة قدم مكسيكي في مركز الدفاع. شارك مع منتخب المكسيك لكرة القدم. أما مع النوادي، فقد لعب مع نادي أمريكا.

## وصلات خارجية
- كريستيان راميريز على موقع قاعدة بيانات كرة القدم.إي يو (الإنجليزية)
- كريستيان راميريز على موقع ناشيونال فوتبول تيمز (الإنجليزية)
- كريستيان راميريز على موقع عالم كرة القدم.نت (الإنجليزية)